# Nanorana minica
Espèce
Synonymes
- Rana minica Dubois, 1975
- Rana tuberculata Tilak & Roy, 1985
- Nanorana minica (Dubois, 1975)

Statut de conservation UICN

 VU B2ab(iii) : Vulnérable
Nanorana minica est une espèce d'amphibiens de la famille des Dicroglossidae.

## Répartition
Cette espèce se rencontre entre 1 000 et 2 400 m d'altitude :
- dans l'ouest du Népal ;
- dans le nord de l'Inde dans les États d'Himachal Pradesh et d'Uttarakhand.

Sa présence est incertaine en Chine.

## Publication originale
- Dubois, 1975 : Un nouveau sous-genre (Paa) et trois nouvelles espèces du genre Rana. Remarques sur la phylogénies des Ranidés (Amphibiens, Anoures). Bulletin du Museum National d'Histoire Naturelle, Paris, Zoologie, sér. 3, vol. 324, p. 1093-1115.